# University of Texas Press
L'University of Texas Press chiamata anche UT Press è la casa editrice universitaria legata all'Università del Texas ad Austin.

## Storia
Venne fondata nel 1950 grazie all'impegno di Frank H. Wardlaw, che lavorò a tale progetto sino al 1974. Il primo libro stampato è del 1951 ed ha avuto molte ristampe grazie anche all'incoraggiamento degli storici fra cui Walter Prescott Webb. Dal 1995 pubblica 40 riviste fra cui Journal of Politics, Social Science Quarterly e Cinema Journal. Fra gli altri direttori che si distinsero John H. Kyle (1977–1991).

## Tematiche
I vari temi affrontati riguardano soprattutto antropologia, storia dei nativi americani, arte e architettura.